# Ivan Brown
Ivan Brown (n. 17 aprilie 1908, New York, SUA – d. 22 mai 1963, Hartford, Connecticut, SUA) a fost un bober ce a reprezentat Statele Unite ale Americii, medaliat olimpic. A participat la o ediție a Jocurilor Olimpice (1936) în care a câștigat o medalie de aur.

## Participări
Lista de mai jos prezintă principalele competiții la care a participat Ivan Brown de-a lungul carierei.
- bobsleigh at the 1936 Winter Olympics – two-man[*]